# Atletica leggera agli VIII Giochi panamericani
L'atletica leggera agli VIII Giochi panamericani si è tenuta a San Juan, Porto Rico, dal 1º luglio al 15 luglio 1979.

## Risultati

### Uomini
| Evento               | Oro                             | Prest.   | Argento                        | Prest.   | Bronzo                                    | Prest.   |
| Corse piane          |                                 |          |                                |          |                                           |          |
| 100 metri            | Silvio Leonard Cuba             | 10,13    | Harvey Glance Stati Uniti      | 10,19    | Emmit King Stati Uniti                    | 10,30    |
| 200 metri            | Silvio Leonard Cuba             | 20,37    | James Gilkes Guyana            | 20,46    | Don Coleman Stati Uniti                   | 20,56    |
| 400 metri            | Tony Darden Stati Uniti         | 45,11    | Alberto Juantorena Cuba        | 45,24    | Willie Smith Stati Uniti                  | 45,3     |
| 800 metri            | James Robinson Stati Uniti      | 1:46,3   | Alberto Juantorena Cuba        | 1:46,4   | Agberto Guimarães Brasile                 | 1:46,8   |
| 1500 metri           | Donald Paige Stati Uniti        | 3:40,40  | Todd Harbour Stati Uniti       | 3:41,50  | Agberto Guimarães Brasile                 | 3:41,50  |
| 5000 metri           | Matt Centrowitz Stati Uniti     | 14:01,00 | Herb Lindsay Stati Uniti       | 14:04,10 | Rodolfo Gómez Messico                     | 14:05,00 |
| 10000 metri          | Rodolfo Gómez Messico           | 29:02,40 | Enrique Aquino Messico         | 29:03,90 | Frank Shorter Stati Uniti                 | 29:06,40 |
| 3000 siepi           | Henry Marsh Stati Uniti         | 8:43,60  | William McCullough Stati Uniti | 8:44,70  | Demetrio Cabanillos Messico               | 8:52,40  |
| Corse ad ostacoli    |                                 |          |                                |          |                                           |          |
| 110 metri ostacoli   | Renaldo Nehemiah Stati Uniti    | 13,20    | Alejandro Casañas Cuba         | 13,46    | Charles Foster Stati Uniti                | 13,56    |
| 400 metri ostacoli   | James Walker Stati Uniti        | 49,66    | Antônio Díaz Ferreira Brasile  | 50,85    | Frank Montiéh Cuba                        | 51,30    |
| Staffette            |                                 |          |                                |          |                                           |          |
| 4x100 metri          | Stati Uniti                     | 38,85    | Cuba                           | 39,14    | Brasile                                   | 39,44    |
| 4x400 metri          | Stati Uniti                     | 3:03,8   | Giamaica                       | 3:04,7   | Cuba                                      | 3:06,3   |
| Concorsi             |                                 |          |                                |          |                                           |          |
| Salto in alto        | Franklin Jacobs Stati Uniti     | 2,26 m   | Benn Fields Stati Uniti        | 2,19 m   | Milt Ottey Canada                         | 2,19 m   |
| Salto in lungo       | João Carlos de Oliveira Brasile | 8,18 m   | David Giralt Cuba              | 8,15 m   | Carl Lewis Stati Uniti                    | 8,13 m   |
| Salto triplo         | João Carlos de Oliveira Brasile | 17,27 m  | Willie Banks Stati Uniti       | 16,88 m  | James Butts Stati Uniti                   | 16,69 m  |
| Salto con l'asta     | Bruce Simpson Canada            | 5,15 m   | Greg Woepse Stati Uniti        | 5,05 m   | Brian Morrissette Isole Vergini Americane | 4,85 m   |
| Getto del peso       | Dave Laut Stati Uniti           | 20,22 m  | Bishop Dolegiewicz Canada      | 19,67 m  | Bruno Pauletto Canada                     | 19,61 m  |
| Lancio del disco     | Mac Wilkins Stati Uniti         | 63,30 m  | Bradley Cooper Bahamas         | 62,16 m  | Luis Delís Cuba                           | 61,70 m  |
| Lancio del martello  | Scott Neilson Canada            | 69,64 m  | Armando Orozco Cuba            | 68,48 m  | Genovevo Morejón Cuba                     | 67,66 m  |
| Tiro del giavellotto | Duncan Atwood Stati Uniti       | 84,16 m  | Antonio González Cuba          | 84,12 m  | Raúl Pupo Cuba                            | 81,96 m  |
| Prove su strada      |                                 |          |                                |          |                                           |          |
| Maratona             | Radamés González Cuba           | 2:24:09  | Luis Barboza Colombia          | 2:24:44  | Rich Hughson Canada                       | 2:25:34  |
| 20 km marcia         | Daniel Bautista Messico         | 1:28:15  | Neal Pyke Stati Uniti          | 1:30:17  | Todd Scully Stati Uniti                   | 1:32:30  |
| 50 km marcia         | Raúl González Messico           | 4:05:17  | Martín Bermúdez Messico        | 4:11:13  | Marco Evoniuk Stati Uniti                 | 4:24:20  |
| Prove multiple       |                                 |          |                                |          |                                           |          |
| Decathlon            | Bobby Coffman Stati Uniti       | 8078 p.  | Tito Steiner Argentina         | 7638 p.  | Zenon Smiechowski Canada                  | 7337 p.  |

### Donne
| Evento               | Oro                         | Prest.  | Argento                         | Prest.  | Bronzo                          | Prest.  |
| Corse piane          |                             |         |                                 |         |                                 |         |
| 100 metri            | Evelyn Ashford Stati Uniti  | 11,07   | Brenda Morehead Stati Uniti     | 11,11   | Angella Taylor-Issajenko Canada | 11,36   |
| 200 metri            | Evelyn Ashford Stati Uniti  | 22,24   | Angella Taylor-Issajenko Canada | 22,74   | Merlene Ottey Giamaica          | 22,79   |
| 400 metri            | Sharon Dabney Stati Uniti   | 51,81   | June Griffith Guyana            | 51,81   | Pat Jackson Stati Uniti         | 52,32   |
| 800 metri            | Essie Kelley Stati Uniti    | 2:01,20 | Julie Brown Stati Uniti         | 2:01,20 | Aurelia Pentón Cuba             | 2:02,10 |
| 1500 metri           | Mary Decker Stati Uniti     | 4:05,70 | Julie Brown Stati Uniti         | 4:06,40 | Penny Werthner Canada           | 4:14,80 |
| 3000 metri           | Jan Merrill Stati Uniti     | 8:53,60 | Julie Brown Stati Uniti         | 8:59,90 | Geri Fitch Canada               | 9:35,70 |
| Corse ad ostacoli    |                             |         |                                 |         |                                 |         |
| 100 metri ostacoli   | Debbie LaPlante Stati Uniti | 12,90   | Sharon Lane Canada              | 13,56   | Grisel Machado Cuba             | 13,60   |
| Staffette            |                             |         |                                 |         |                                 |         |
| 4x100 metri          | Stati Uniti                 | 43,30   | Giamaica                        | 44,18   | Cuba                            | 46,26   |
| 4x400 metri          | Stati Uniti                 | 3:29,40 | Cuba                            | 3:36,30 | Canada                          | 3:37,60 |
| Concorsi             |                             |         |                                 |         |                                 |         |
| Salto in alto        | Louise Ritter Stati Uniti   | 1,93 m  | Pamela Spencer Stati Uniti      | 1,87 m  | Debbie Brill Canada             | 1,85 m  |
| Salto in lungo       | Kathy McMillan Stati Uniti  | 6,46 m  | Ana Alexander Cuba              | 6,31 m  | Eloína Echevarría Cuba          | 6,27 m  |
| Getto del peso       | María Elena Sarría Cuba     | 18,81 m | Maren Seidler Stati Uniti       | 18,57 m | Carmen Ionesco Canada           | 16,50 m |
| Lancio del disco     | Carmen Romero Cuba          | 60,58 m | María Betancourt Cuba           | 60,44 m | Carmen Ionesco Canada           | 57,14 m |
| Tiro del giavellotto | María Caridad Colón Cuba    | 62,36 m | Lynn Cannon Stati Uniti         | 56,18 m | Cathy Sulinski Stati Uniti      | 55,82 m |
| Prove multiple       |                             |         |                                 |         |                                 |         |
| Pentathlon           | Diane Konihowski Canada     | 4605 p. | Jodi Anderson Stati Uniti       | 4434 p. | Jill Ross Canada                | 4112 p. |

## Medagliere
| #      | Nazione                 | Oro | Argento | Bronzo | Totale |
| ------ | ----------------------- | --- | ------- | ------ | ------ |
| 1      | Stati Uniti             | 25  | 16      | 11     | 52     |
| 2      | Cuba                    | 6   | 10      | 9      | 25     |
| 3      | Canada                  | 3   | 3       | 12     | 18     |
| 4      | Messico                 | 3   | 2       | 2      | 7      |
| 5      | Brasile                 | 2   | 1       | 3      | 6      |
| 6      | Giamaica                | 0   | 2       | 1      | 3      |
| 7      | Guyana                  | 0   | 2       | 0      | 2      |
| 8      | Argentina               | 0   | 1       | 0      | 1      |
| 8      | Bahamas                 | 0   | 1       | 0      | 1      |
| 8      | Colombia                | 0   | 1       | 0      | 1      |
| 11     | Isole Vergini Americane | 0   | 0       | 1      | 1      |
| Totale | Totale                  | 39  | 39      | 39     | 117    |